# Angkor Thom

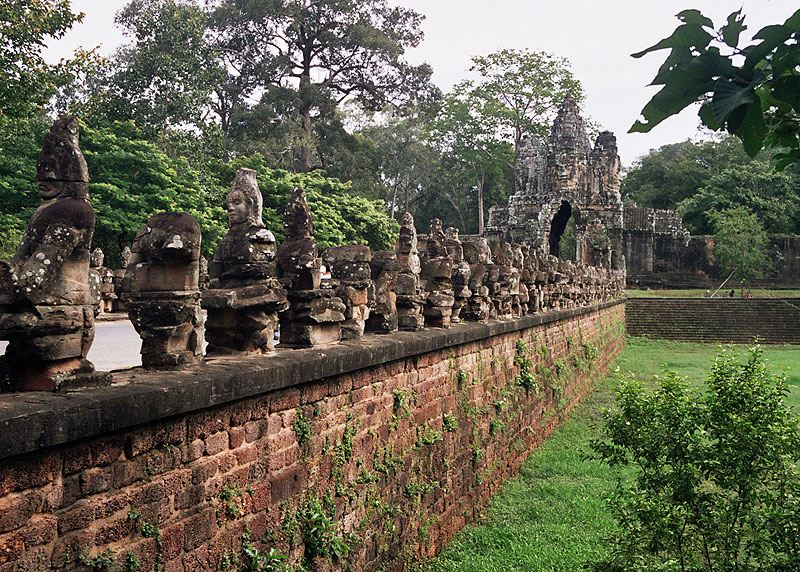
Ponte e Porta Sul de Angkor Thom

Angkor Thom foi a capital khmer, construída por Jayavarman VII entre os séculos XIII e XIV.
Seu nome atual Angkor Thom significa, traduzido da língua khmer, Grande Capital. Porém na época de sua construção era conhecida como Jayashri, que traduzido do sânscrito significa Afortunado pela Vitória.
No centro geográfico da cidade se localizava o Templo de Bayon.